# Закс, Григорий Давыдович
Григорий Давидович Закс (1882, Одесса — 29 декабря 1937, Москва,  Бутовский полигон) — революционер-народник, эсер, большевик, товарищ председателя Петроградской городской думы (1917—1918), член ВЦИК, товарищ наркома просвещения, заместитель председателя ВЧК (1918), военный атташе в Эстонии (1924—1925). Расстрелян в 1937 году, реабилитирован посмертно.

## Биография

### Ранние годы. Ссылки и эмиграции
Григорий Закс родился в 1882 году в Одессе в мещанской семье книжного переплетчика Давида Закса. Григорий окончил три класса начальной школы, но впоследствии он экстерном сдал экзамены за шесть классов. С 14 лет он работал учеником в переплётной мастерской, а затем — переплётчиком на фабрике.
С 1903 года Григорий Закс посещал социал-демократические кружки и принимал участие в эсеровских «маёвках». В 1904 году он переехал в Санкт-Петербург, где вступил в Партию социалистов-революционеров (ПСР). Закс активно участвовал в событиях 9 января 1905 года («Кровавое воскресенье»).
После этого Григорий Давидович был арестован и выслан царским судом в Астрахань. На новом месте он продолжил вести революционную деятельность. Был арестован и отправлен в ссылку в Сибирь. В Сибири он провёл около трёх лет: жил в Иркутске, в Чите и в Харбине.
В 1907 году Закс эмигрировал через Финляндию за границу. В этот период он прожил во Франции около 8 месяцев. После этого, возвратившись в Российскую империю, Закс продолжил свою подпольную работу. С 1911 по 1912 год он снова проживал в эмиграции: работал на фабричной и подённой работе в столице и других городах Франции.
Затем вновь вернулся в Россию, переехал в Поволжье. В год начала Первой мировой войны Григорий Закс снова был арестован и выслан из Саратова, где он проживал, в Сызрань. Из Сызрани он, в свою очередь, тоже был выслан — на этот раз в Рыбинск.
В 1916 году Закс был призван в Русскую императорскую армию, но, по-видимому, уклонился от воинской службы. Он переехал в Петроград, где начал работать металлистом на местном подковном заводе.

### 1917. ВЦИК и ВЧК
После Февральской революции Григория Закса избрали председателем управы Александро-Невского района Петрограда. Одновременно он стал гласным Центральной городской думы. Осенью 1917 года он получил должность товарища председателя Центральной городской думы.
Весной 1917 года Закс встал во главе Рождественского райкома ПСР — этот комитет стал оплотом левого крыла эсеровской партии. В том же году Закс становится секретарём VII-й Петроградской городской конференции ПСР, а также членом и секретарём Петроградского комитета партии.
Осенью Закс стал членом президиума Петроградского военно-революционного комитета (ВРК). Почти одновременно он вошёл в состав ВЦИК (был избран в созывы со второго по пятый): руководил юридическим отделом комитета. Закс также входил в состав Чрезвычайной следственной комиссии в Петрограде.
После Октябрьской революции, с декабря 1917 по апрель 1918 года, Закс занимает пост товарища наркома просвещения РСФСР.

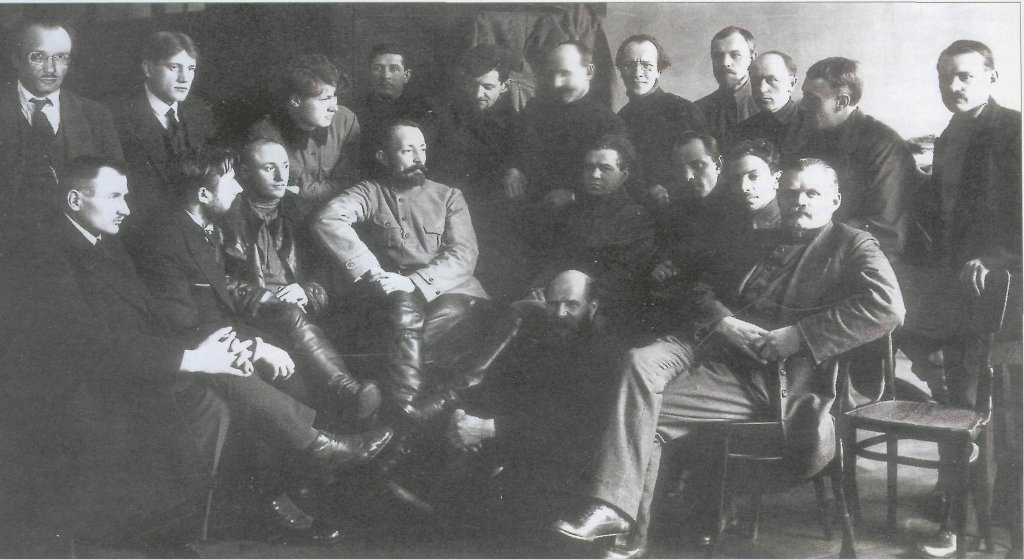
Члены ВЧК в 1918 году

Весной 1918 года Закс был делегирован ВЦИКом во Всероссийскую чрезвычайную комиссию (ВЧК). С марта он становится начальником следственной части, а затем и заместителем председателя ВЧК Феликса Дзержинского, а также членом оперативной Коллегии ЧК (с 22 ноября 1918 года). В декабре 1918 года Закс получил пост начальника отдела по борьбе с должностными преступлениями Московской ЧК (в том же месяце этот отдел был объединён с отделом по борьбе с контрреволюцией). Г. Закс активно участвовал в подавлении выступлений анархистов в Москве в апреле 1918 года.
Григорий Закс являлся делегатом от Нижнего Новгорода на Втором и Третьем съездах Партии левых социалистов-революционеров (ПЛСР). Решение ЦК партии левых эсеров об убийстве немецкого посла Мирбаха от него скрывалось. После Восстания левых эсеров в Москве (июль 1918 года) Г. Закс — на момент мятежа состоявший заместителем председателя ВЧК — одним из первых в левоэсеровской среде провозгласил курс на раскол: он становится одним из организаторов отдельной Партии народников-коммунистов. В идеологическом плане народники-коммунисты выступали за синтез народничества и большевизма.
Закс был настолько близок к большевикам, что 6 июля 1918 года Мартын Лацис, несмотря на предписание СНК арестовать всех левых эсеров, не стал брать его под стражу. Близость Закса к большевикам подтверждал и сам Феликс Дзержинский. Закс после июльских событий обратился к Дзержинскому с письмом, в котором заявил о своём несогласии с действиями ЦК ПЛСР.
Г. Закс редактировал партийную газету народников-коммунистов «Знамя борьбы» («Знамя Трудовой Коммуны»), где выступал за расширение деятельности новой партии (в частности, за создание Петроградского отделения и питерской газеты) и против большевистских комитетов бедноты (комбедов), а также против репрессий в отношении «буржуазных элементов», напрямую не участвовавших в контрреволюционной деятельности.

### Большевик. РККА
В ноябре 1918 года, после ликвидации Партии народников-коммунистов, Закс был принят в РКП(б). В последние дни существования партии её лидеры, включая Закса, выступили со статьями, в которых признавали правильность стратегии большевиков и выражали своё разочарование в практическом воплощении народничества.
До июня 1919 года Григорий Закс учился в Академии Генштаба РККА, окончил её Восточный факультет. Служил в Красной армии (по партийной мобилизации): был начальником разведки штаба, помощником начальника штаба по разведке и комиссаром штаба Западного фронта (с сентября 1919 года).
В 1920 году Григорий Давыдович общался с Николаем Подвойским и Вячеславом Полонским. В 1924—1925 годах он служил военным атташе в независимой Эстонии, а позже перешёл на хозяйственную работу.

### Аресты и расстрел
В 1935 году Закс являлся студентом 5-го курса Промакадемии. В том же году он был исключён из партии и 20 марта арестован НКВД, но отпущен уже 3 апреля, поскольку дело против него было прекращено.
Проживая в Москве (на улице Плющиха) и работая консультантом Союзснабпрома, Закс был повторно арестован 2 октября 1937 года. Решением Комиссии НКВД и Прокуратуры СССР от 23 декабря он был приговорён к высшей мере наказания по обвинению в «контрреволюционной шпионской диверсионно-террористической деятельности в пользу Японии и передаче шпионских сведений японской разведке». Виновным себя не признал. 29 декабря 1937 года Григорий Давидович Закс был расстрелян на  Бутовском полигоне.
Первый раз был официально реабилитирован 28 ноября 1989 года (по делу 37-го года), а затем ещё раз — в феврале 2004 года, прокуратурой Москвы (по более старому делу 35-го года).

## Произведения[6]
- «Комитеты бедноты» // Знамя трудовой коммуны (Москва), 21 августа 1918 года, C. 2.
- «Левые с-ры и народничество» // Знамя трудовой коммуны (Москва), 6 ноября 1918 года, С. 2.
- «Письмо из Петербурга» // Знамя трудовой коммуны (Москва), 13 сентября 1918 года, С. 2.